# 자우버
자우버 모터스포트 AG(Sauber Motorsport AG)는 스위스의 포뮬러 원 팀이다. 1970년 피터 자우버가 설립하였다. 힐클라임과 월드 스포츠카 챔피언십을 거쳐 1993년부터 포뮬러 원에 참가하고 있다. 1993년부터 2005년, 2011년부터 2018년까지 자우버로 참가하였으며, 2006년부터 2010년까지는 BMW 자우버로, 2019년부터 2023년까지는 알파 로메오 F1으로 각각 BMW와 알파 로메오와의 파트너십을 통해 출전했다. 2024년부터 스테이크 F1 팀 킥 자우버(Stake F1 Team Kick Sauber)로 출전하며, 2026년부터 아우디의 워크스 팀이 될 예정이다.

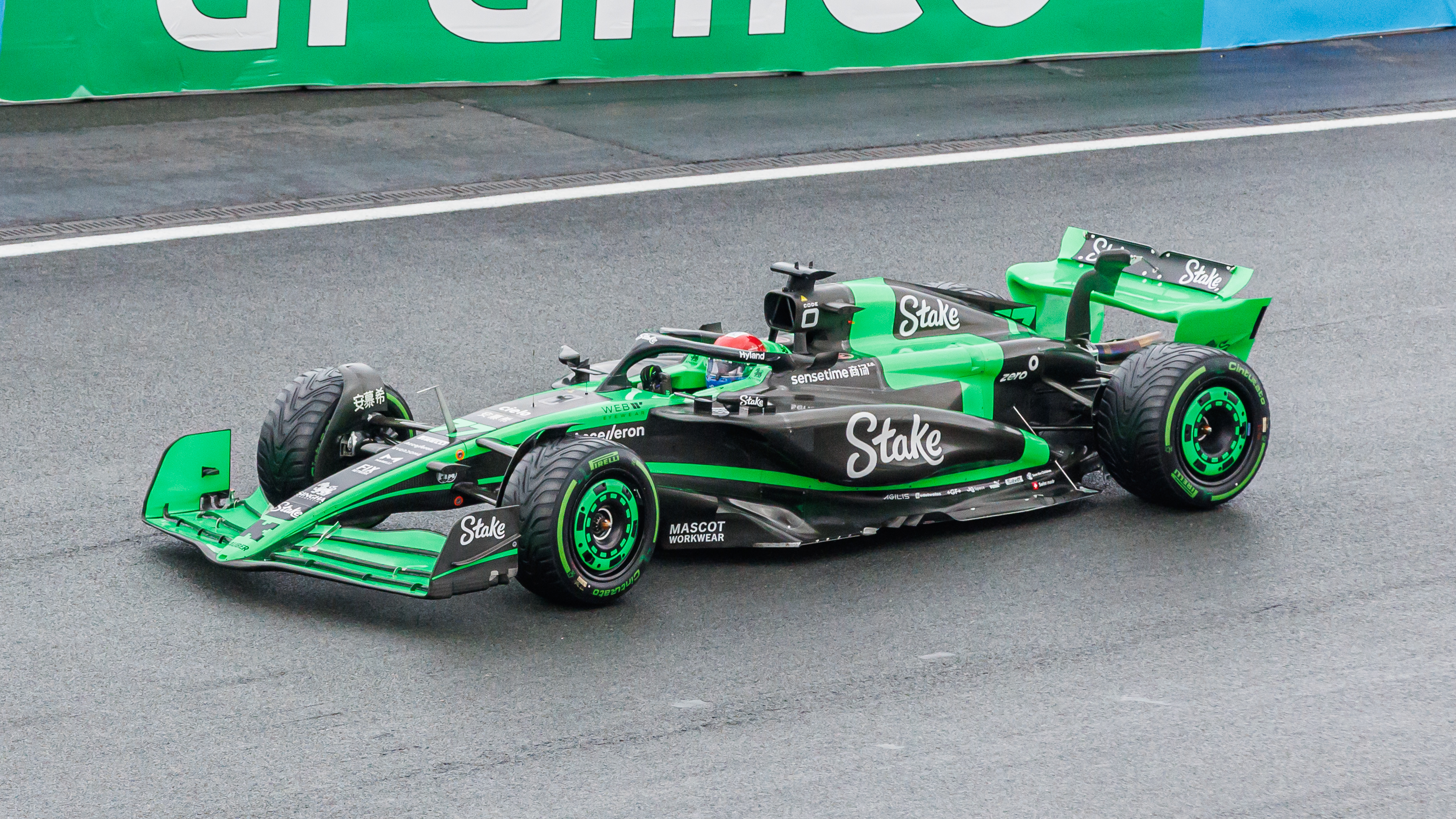
2024 네덜란드 그랑프리에 참가한 자우버의 발테리 보타스

독립 팀으로 출전한 1993년부터 2005년까지 그랑프리 우승을 달성하지 못한 자우버는 BMW 자우버로 2006년부터 출전하여 2007년 컨스트럭터 챔피언십 2위, 2008년 3위를 달성하고 로버트 쿠비카가 2008년 캐나다 그랑프리에서 우승했다. 2009년 시즌 종료 후 페터 자우버가 재인수하였으나, 콩코드 협정으로 인해 2010년 시즌에는 기존 팀명으로 출전하였다.
2016년까지 페터 자우버가 대주주로 소유하고 있었으나 스위스의 투자회사 롱보우 파이낸스(Longbow Finance S.A)에 매각되었으며, 2023년에 포뮬러 원에 진출하려 하는 아우디에게 일부 지분이 매각되었으며, 2024년 3월 8일에 완전 인수되었다.
2010년대 초반 코바야시 카무이, 세르히오 페레즈가 자우버 소속으로 출전하였으며 이후 니코 휠켄베르크, 에스테반 구티에레즈, 에이드리언 수틸, 마르쿠스 에릭손, 펠리페 나스르, 파스칼 베를라인 등이 시트를 거쳐갔다. 2016년 안토니오 지오비나치, 2018년 샤를 르클레르가 데뷔전을 치렀다. 현재 드라이버는 가브리에우 보르툴레투와 니코 휠켄베르크이다.